# Інститут теоретичної фізики «Периметр»
Інститут теоретичної фізики «Периметр» (англ. Perimeter Institute for Theoretical Physics, PI, Perimeter, PITP) — центр наукових досліджень та освітньої діяльності в галузі теоретичної фізики. Розташований на березі Срібного озера в центрі Ватерлоо, Канада. Заснований 1999 року за ініціативи та фінансового внеску канадського підприємця й філантропа Майка Лазарідіса. Інститут «Периметр» був офіційно відкритий 23 жовтня 2000 року.

## Історія створення
Фундатором інституту теоретичної фізики «Периметр» та головним благодійником був Майк Лазарідіс, засновник компанії Research In Motion, яка створила й виробляла пристрій бездротового зв'язку BlackBerry. Ідея створення інституту такого профілю виникла від усвідомлення того факту, що багато вражаючих технологій (комп'ютери, GPS, сонячні батареї, бездротові передачі тощо) ґрунтуються на досягненнях у теоретичній фізиці.
1999 року Лазарідіс виділив первинний внесок у 100 мільйонів доларів на створення інституту (найбільша філантропічна пожертва в історії Канади), який мав займатися перспективними дослідженнями в галузі теоретичної фізики.
Місто Ватерлоо безкоштовно запропонувало на вибір чотири ділянки землі для будівництва інституту. Лазарідіс обрав колишнє місце Меморіальної арени Ватерлоо (біля Верхньої частини Ватерлоо). Приміщення, у яких розташовувався інститут, змінювалися та розросталися. 2001 року дослідницькі роботи розпочалися в переобладнаній історичній будівлі пошти. 2004 року була відкрита перша оригінальна будівля «Периметра», спроєктована архітектурною фірмою з Монреаля Saucier + Perrotte. Інститут швидко переріс ці приміщення і 2011 року розширився будівлею Центру Стівена Хокінга, спроєктованою компанією Teeple Architects із Торонто. Це розширило дослідницьку базу до 250 дослідників і стажерів.
Виконавчим директором-засновником Інституту став доктор філософії з теоретичної фізики Говард Бертон, який керував інститутом з 1999 по 2007 роки. Був створений Науково-консультативний комітет із восьми видатних міжнародних вчених для консультування та нагляду за діяльністю інституту.
Фінансування «Периметру» здійснюється урядовими інституціями, пожертвами приватних осіб, дослідницькими грантами. Так, 2002 року уряди Онтаріо та Канади виділили 15 та 25 мільйонів доларів відповідно на підтримку діяльності інституту.

## Діяльність Інституту

### Наукові дослідження
Теоретична фізика, якій підпорядкована наукова діяльність інституту, є однією з найбільш ефективних та найменш витратних сфер фундаментальних досліджень. Дев'ять дослідницьких напрямків «Периметра» обрані стратегічно так, щоб об'єднати найважливіші знання про закони, які керують Всесвітом. До них належить::
- Космологія
- Математична фізика
- Фізика елементарних частинок
- Квантова теорія поля й Теорія струн
- Квантові основи
- Квантова гравітація
- Квантова інформація
- Квантова матерія
- Сильна гравітація

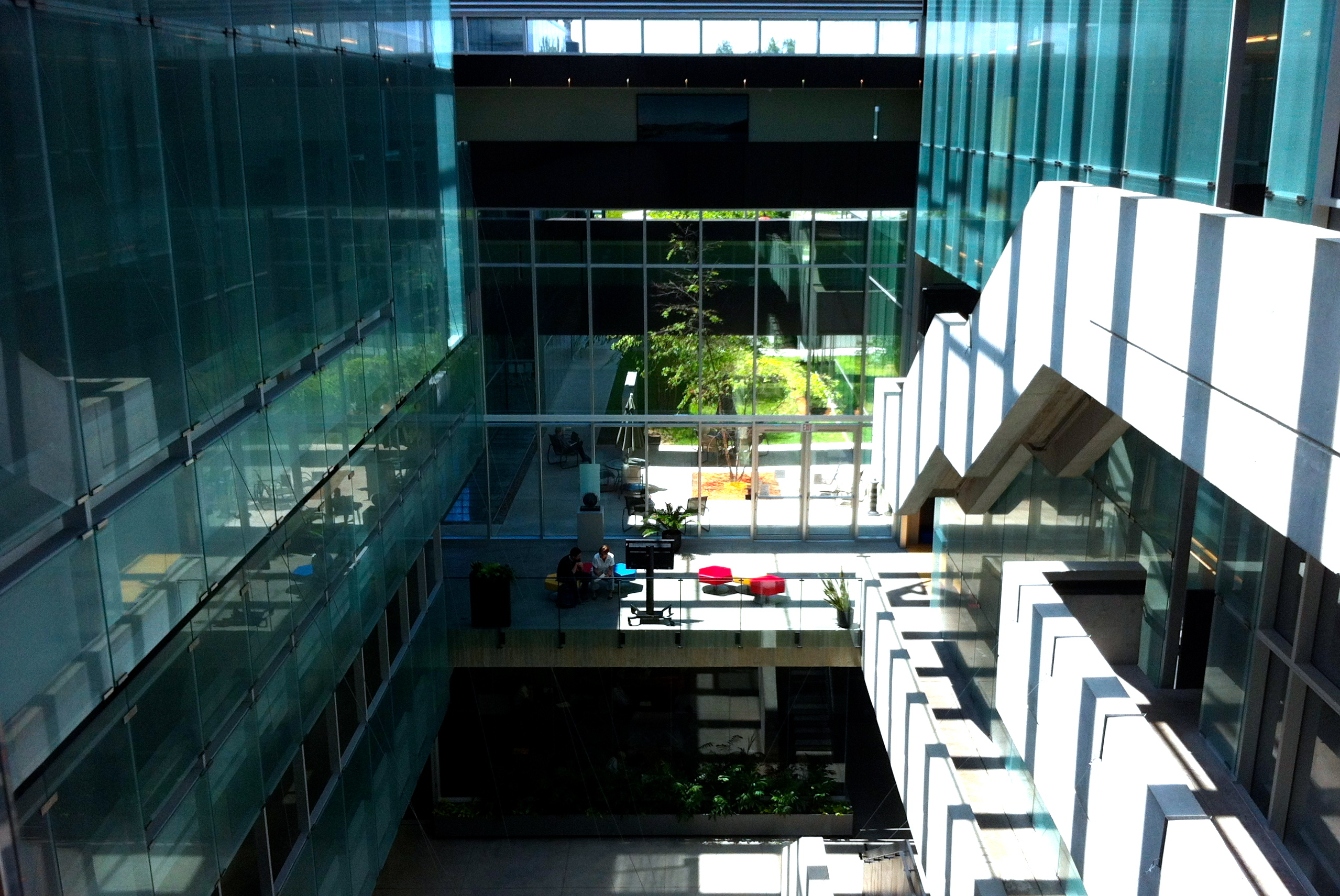
Інтер'єр Інституту «Периметр»

Дослідницькі роботи розпочалися в жовтні 2001 року за участі дев'яти всесвітньо визнаних науковців, кількість яких протягом наступного року зросли до 24 осіб. У травні 2008 року посаду директора «Периметра» посів відомий космолог Ніл Турок, залишивши посаду завідувача кафедри математичної фізики в Кембриджському університеті. Пізніше, у 2008 році, до «Периметра» приєднався Стівен Гокінг, як перший видатний візит-дослідник, а наступного року за ним прийшли ще дев'ять знаних дослідників.
Серед науковців-дослідників, які працюють чи працювали в «Периметрі», — Фредді Качазо, Давід Гайотто, Наталія Торо, Педро Вієйра, Джон Гарнад, Сімоне Джомбі, Асіміна Арванітакі, Метью Чоптюк, Кендрік Сміт, Мікеле Моска, Реймонд Лафламм, Роберт Бранденбергер, Кліффорд Берджесс, Савас Дімопулос, Сабіна Госсенфельдер, Кевін Костелло. Серед запрошених науковців були, серед інших: Стівен Гокінг, Німа Аркані-Хамед, Герард 'т Гофт і Леонард Сасскінд.

### Освітні програми
Програма PSI (англ. Perimeter Scholars International) Start, за якою студенти бакалаврату отримують в Інституті «Периметр» можливість співпрацювати з провідними дослідниками з усього світу, здобути дослідницький досвід для своїх майбутніх аспірантських програм .
Програма PSI Bridge розроблена для студентів, які бажають вступити в магістратуру з фізики, але не мали можливості вивчати фізику на бакалавраті, внаслідок певних перешкод під час навчання або бажання змінити свій напрям підготовки на теоретичну фізику, наприклад з інженерії. Учасники програми PSI Bridge відвідують онлайн-заняття з фізичних дисциплін, включаючи квантову механіку, класичну механіку, теорію відносності та статистичну фізику, регулярно зустрічаються з призначеними наставниками та мають можливість поспілкуватися з дослідниками Інституту.
Магістерська програма PSI орієнтована на теоретичну фізику, яка розроблена для висококваліфікованих студентів та пропонує інтенсивне та інтерактивне навчальне середовище. Це скорочена річна програма, яка пропонується у співпраці з Університетом Ватерлоо.
Аспірантська програма. Аспіранти перебувають під наглядом факультету або старшого наукового співробітника в Інституті «Периметр», але отримують ступінь в університеті-партнері, де їхній науковий керівник має повну або додаткову посаду. До цих університетів належать Університет Далгаузі, Університет Макмастера, Гвельфський університет, Університет Торонто, Університет Ватерлоо, Університет Західного Онтаріо і Йоркський університет.
Інститут теоретичної фізики «Периметр» підвищує наукову грамотність студентів, вчителів і просто зацікавлених наукою людей за допомогою програм, семінарів та публічних лекцій.

### Партнерство
Інститут «Периметр» широко співпрацює з низкою дослідницьких організацій та навчальних закладів, серед яких:
- Інститут квантових досліджень (IQS) університету Чепмена , Каліфорнія
- Південноамериканський інститут фундаментальних досліджень (ICTP-SAIFR), Сан-Паулу, Бразилія
- Міжнародний центр теорії квантових технологій (ICTQT), Гданський університет , Польща
- Інститут фізики та математики Всесвіту (IPMU), Касіва (Тіба)
- Центр теоретичної фізики Хіггса, Единбурзький університет, Великобританія
- Лабораторія космічних наук, Каліфорнійський університет, Берклі
- Інститут квантових обчислень (IQC), Ватерлоо, Канада
- Прінстонський центр теоретичної науки Прінстонського університету, США
- Стенфордський інститут теоретичної фізики Стенфордського університету, США
- Гвельфський університет, Канада
- Північний інститут теоретичної фізики, Стокгольм

Дослідницька, навчальна та інформаційно-роз'яснювальна діяльність Інституту теоретичної фізики «Периметр» фінансується завдяки державно-приватному партнерству, яке об'єднує уряди, окремих осіб, корпорації та громадські фонди.